# Baseball na Igrzyskach Pacyfiku 2007
Wyniki turnieju w baseballu na Igrzyskach Pacyfiku w Apii.

## Wyniki meczów
|                    |        |                    |
| Samoa              | 0 : 13 | Palau              |
|                    |        |                    |
| Samoa Amerykańskie | 28: 7  | Fidżi              |
|                    |        |                    |
| Palau              | 7: 2   | Nowa Kaledonia     |
|                    |        |                    |
| Palau              | 12: 2  | Fidżi              |
|                    |        |                    |
| Fidżi              | 2 : 22 | Nowa Kaledonia     |
|                    |        |                    |
| Samoa              | 0 : 15 | Samoa Amerykańskie |
|                    |        |                    |
| Samoa              | 2 : 15 | Nowa Kaledonia     |
|                    |        |                    |
| Samoa Amerykańskie | 5 : 14 | Palau              |
|                    |        |                    |
| Samoa              | 2 : 12 | Fidżi              |
|                    |        |                    |
| Nowa Kaledonia     | 13: 10 | Samoa Amerykańskie |
|                    |        |                    |
| Samoa              | 3 : 14 | Palau              |
|                    |        |                    |
| Samoa Amerykańskie | 14: 4  | Fidżi              |
|                    |        |                    |
| Palau              | 10: 2  | Nowa Kaledonia     |
|                    |        |                    |
| Nowa Kaledonia     | 16: 5  | Fidżi              |
|                    |        |                    |
| Samoa              | 0 : 10 | Samoa Amerykańskie |
|                    |        |                    |
| Palau              | 15: 2  | Fidżi              |
|                    |        |                    |
| Nowa Kaledonia     | 25: 0  | Samoa              |
|                    |        |                    |
| Samoa Amerykańskie | 1 : 5  | Palau              |
|                    |        |                    |
| Fidżi              | 12: 8  | Samoa              |

## Rezultaty końcowe
| Drużyna            | Zwycięstwa | Porażki |
| ------------------ | ---------- | ------- |
| Palau              | 8          | 0       |
| Nowa Kaledonia     | 5          | 2       |
| Samoa Amerykańskie | 4          | 3       |
| Fidżi              | 2          | 6       |
| Samoa              | 0          | 8       |

## Tabela medalowa
| Lp. | Państwo | Medal |
| --- | --- | ----- |
| 1   | Palau (Cleoffas Iyar, Drake Yoshiwo, Filoteo Bruno, Gailliard Rimirch, Herman Alfonso, Kalei Luii, Kalson Dulei, Madraisau Smus, Omengkar Tadao, Philip Terenciano, Reagan Sidoi, Rodrick Blanco, Sano Sakurai, Thomas Rumong, Tkoel Iyechad, Ty Saiske)                                                                       |       |
| 2   | Nowa Kaledonia (Anthony Petelo, Brieuc Mallet, Bryan Roy, Christophe Jahja, David Durand, Frederic Claverie-Despaux, Jacques Levy, James Selefen, Kevin Velayoudon, Laurent Taswin, Matthieu Martel, Mike Calmels, Patrick Kaddour, Philippe Lecourieux, Remi Couarraze, Romain Donneger, Sebastien Lepouriel, Warren Guistel) |       |
| 3   | Samoa Amerykańskie (Marcus Langkilde, Tolia Solaita, Louis Solaita, Laupati Solaita, John Solaita, Duke Solaita, Samuel Sili, Vena MaʻAe, Daniel VaʻA, Vili Faapouli, Avei Leasiolagi, Folauga Tupuola, Leopeni Solaita, Jordan Fanene, Spencer FaʻAsisila, Peni Solaita, Lei Anthony Solaita, FaʻAsilasila Spencer)           |       |